# Тегісшилдіцький сільський округ
Тегісшилді́цький сільський округ (каз. Тегісшілдік ауылдық округі, рос. Тегисшилдикский сельский округ) — адміністративна одиниця у складі Каркаралінського району Карагандинської області Казахстану. Адміністративний центр — село Тегісшилдік.
Населення — 961 особа (2021; 1588 у 2009, 2189 у 1999, 2940 у 1989).
Станом на 1989 рік існувала Тегісшилдіцька сільська рада (села Жарли, Калініно, Тегісшилдік, Шонкуркудук). 2007 року було ліквідовано село Акшоли.

## Склад
До складу округу входять такі населені пункти:
| Населений пункт   | Населення, осіб (1989) | Населення, осіб (1999) | Населення, осіб (2009) | Населення, осіб (2021) |
| ----------------- | ---------------------- | ---------------------- | ---------------------- | ---------------------- |
| Жарли, село       | 998                    | 622                    | 337                    | 204                    |
| Каринші, село     | 418                    | 355                    | 217                    | 92                     |
| Тегісшилдік, село | 1338                   | 1076                   | 1034                   | 665                    |
| Шункуркудук, село | 186                    | 136                    | -                      | -                      |